# Ласло, Хана
Хана Ласло (ивр. חנה לסלאו‎; род. 14 июня 1953, Яффа) — израильская актриса и певица. Лауреат приза Каннского кинофестиваля (2005) лучшей исполнительнице женской роли (фильм «Свободная зона»).

## Биография
Хана Ласло родилась в Яффе в семье выживших в Холокосте репатриантов из Европы, став третьей из четырёх дочерей. Отец Ханы держал часовую лавку, посетители которой впоследствии послужили источником вдохновения для некоторых из её сценических образов.
В годы службы в Армии обороны Израиля Ласло пела в ансамбле командования Южным военным округом, а после увольнения участвовала в телевизионной программе для детей, где впервые обратила на себя внимание. Карьерный прорыв, по её собственным словам, произошёл в 1978 году, когда Ласло участвовала в программе Гали Гиль «Жизнь — это не медовый месяц». Также с середины 1970-х годов она снималась в израильских фильмах, некоторые из которых стали культовыми («Высота Хальфон не отвечает», «Спасите спасателя»). В 1980-е годы Ласло стала звездой детских программ и известной стендаписткой, в частности создав ставший популярным образ «бабушки Запты» (ивр. סבתא זפטה‎ — «савта Запта») в программе «Повод отпраздновать». Другой известный сценический образ Ласло — уборщица Клара, которую сама актриса называет своим любимым. Ласло также играет в ведущих израильских театрах, среди которых «Габима» и «Гешер». Самую значительную награду в карьере — приз за лучшую женскую роль на Каннском кинофестивале 2005 года — принесла ей роль мошавницы в фильме Амоса Гитая «Свободная зона».
Ласло была замужем дважды, оба её брака закончились разводом. От брака с продюсером у неё двое сыновей, Бен и Итамар, родившихся во второй половине 1980-х годов. В интервью газете «Гаарец» она вспоминает, что в возрасте 16 лет у неё был роман с композитором и певцом Цвикой Пиком.